# Carlin, Nevada

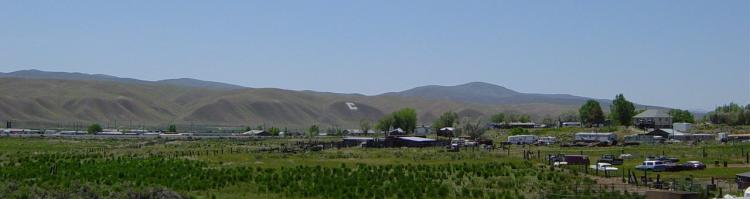
Carlin, Nevada.

Carlin Quận Carlin là một cộng đồng dân cư trong quận thuộc tiểu bang Nevada, Hoa Kỳ. Theo điều tra dân số của Cục điều tra dân số Hoa Kỳ năm 2000, cộng đồng này có dân số 2161 người. Thành phố này nằm ở ranh giới phía tây của quận Elko đông bắc Nevada, 23 dặm (37 km) về phía tây thành phố Elko. Carlin nằm ở độ cao 4.900 foot (1.500 m). Khẩu hiệu của thành phố là"Nơi tàu dừng bánh...và làn sóng đổ xô đi tìm vàng bắt đầu".
Carlin là nơi sinh sống của thổ dân shaman John Rolling Thunder Pope.